# Bitwa pod Issos (194)
Bitwa pod Issos – starcie zbrojne, które miało miejsce w roku 194 n.e. między wojskami Septymiusza Sewera i Pescenniusza Nigra.
W wyniku zwycięstwa w bitwie pod Kius, Septymiusz Sewer we wrześniu 194 n.e. opanował Cylicję. Wkrótce pod Issos doszło do decydującego starcia w całej wojnie. Wojska Pesceniusza Nigra w sile 40–50 tys. ludzi zajęły pozycje na wzgórzu górującym nad stromą równiną. Mniej liczne ale bardziej doświadczone wojska Septymiusza Sewera dowodzone przez Anullinusa ustawiły się naprzeciwko wroga. Na tyłach obu armii znajdowały się obozy wojskowe. Atak rozpoczęli o świcie żołnierze Sewera, uderzając formacją testudo na pozycje Nigra położone na wzgórzu. Atak ten został odparty. Następnie wojska Nigra rozpoczęły marsz w dół zbocza spychając przeciwnika w kierunku obozu. W tym momencie rozpętała się gwałtowna burza, która osłabiła impet atakujących żołnierzy Nigra. Równocześnie jazda Sewera obeszła flanki przeciwnika, atakując go od tyłu. Sytuację zamieszania w szeregach wojsk Nigra wykorzystał Anullinus, który zaatakował od frontu. Atak z dwóch stron spowodował panikę w szeregach wojsk Nigra, z których tylko części udało się wyjść z okrążenia. Około 20 tys. żołnierzy Nigra poległo podczas bitwy i w trakcie ucieczki do Antiochii. Los Pescenniusza Nigra dopełnił się w mieście. Cesarza pojmano, odcinając mu głowę, którą następnie odesłano do Sewera. Dopiero w następnym roku w grudniu 195 w ręce zwycięzców wpadło Bizancjum, które na wieść o śmierci cesarza nie poddało się bez walki, za co zostało doszczętnie zburzone.